# Bathygadus nipponicus
Bathygadus nipponicus es una especie de pez de la familia Macrouridae en el orden de los Gadiformes.

## Morfología
• Los machos pueden llegar alcanzar los 56,5 cm de longitud total.

## Hábitat
Es un pez bentopelágico y marino de aguas  subtropicales.

## Distribución geográfica
Se encuentra al sur del Japón y al noreste de Taiwán.